# Xanthosoma
Xanthosoma is een geslacht uit de aronskelkfamilie (Araceae). De soorten komen voor in de tropische delen van het Amerikaanse continent.

## Soorten
- Xanthosoma acutum E.G.Gonç.
- Xanthosoma akkermansii (G.S.Bunting) Croat
- Xanthosoma aristeguietae (G.S.Bunting) Madison
- Xanthosoma auriculatum Regel
- Xanthosoma baguense Croat
- Xanthosoma bayo G.S.Bunting
- Xanthosoma belophyllum (Willd.) Kunth
- Xanthosoma bilineatum Rusby
- Xanthosoma bolivaranum G.S.Bunting
- Xanthosoma brasiliense (Desf.) Engl.
- Xanthosoma brevispathaceum Engl.
- Xanthosoma caladioides Grayum
- Xanthosoma caracu K.Koch & C.D.Bouché
- Xanthosoma caulotuberculatum G.S.Bunting
- Xanthosoma conspurcatum Schott
- Xanthosoma contractum G.S.Bunting
- Xanthosoma cordatum N.E.Br.
- Xanthosoma cordifolium N.E.Br.
- Xanthosoma cubense (Schott) Schott
- Xanthosoma daguense Engl.
- Xanthosoma dealbatum Grayum
- Xanthosoma eggersii Engl.
- Xanthosoma exiguum G.S.Bunting
- Xanthosoma flavomaculatum Engl.
- Xanthosoma fractum Madison
- Xanthosoma granvillei Croat & Thomps.
- Xanthosoma guttatum Croat & D.C.Bay
- Xanthosoma hebetatum Croat & D.C.Bay
- Xanthosoma helleborifolium (Jacq.) Schott
- Xanthosoma herrerae Croat & P.Huang
- Xanthosoma hylaeae Engl. & K.Krause
- Xanthosoma latestigmatum Bogner & E.G.Gonç.
- Xanthosoma longilobum G.S.Bunting
- Xanthosoma lucens E.G.Gonç
- Xanthosoma mafaffoides G.S.Bunting
- Xanthosoma mariae Bogner & E.G.Gonç.
- Xanthosoma maroae G.S.Bunting
- Xanthosoma maximiliani Schott
- Xanthosoma mendozae Matuda
- Xanthosoma mexicanum Liebm.
- Xanthosoma narinoense Bogner & L.P.Hannon
- Xanthosoma nitidum G.S.Bunting
- Xanthosoma obtusilobum Engl.
- Xanthosoma orinocense G.S.Bunting -
- Xanthosoma paradoxum (Bogner & Mayo) Bogner
- Xanthosoma pariense G.S.Bunting
- Xanthosoma peltatum G.S.Bunting
- Xanthosoma pentaphyllum (Schott) Engl.
- Xanthosoma platylobum (Schott) Engl.
- Xanthosoma plowmanii Bogner
- Xanthosoma poeppigii Schott
- Xanthosoma pottii E.G.Gonç.
- Xanthosoma puberulum Croat
- Xanthosoma pubescens Poepp.
- Xanthosoma pulchrum E.G.Gonç.
- Xanthosoma riedelianum (Schott) Schott
- Xanthosoma riparium E.G.Gonç.
- Xanthosoma robustum Schott
- Xanthosoma sagittifolium (L.) Schott
- Xanthosoma saguasense G.S.Bunting
- Xanthosoma seideliae Croat
- Xanthosoma stenospathum Madison
- Xanthosoma striatipes (K.Koch & C.D.Bouché) Madison
- Xanthosoma striolatum Mart. ex Schott
- Xanthosoma syngoniifolium Rusby
- Xanthosoma taioba E.G.Gonç.
- Xanthosoma tarapotense Engl.
- Xanthosoma trichophyllum K.Krause
- Xanthosoma trilobum G.S.Bunting
- Xanthosoma ulei Engl. -
- Xanthosoma undipes (K.Koch) K.Koch
- Xanthosoma viviparum Madison
- Xanthosoma weeksii Madison
- Xanthosoma wendlandii (Schott) Schott
- Xanthosoma yucatanense Engl.

... · 
Aglaonema · 
Alocasia · 
Amorphophallus · 
Anthurium · 
Arum (Aronskelk) · 
Caladium · 
Calla · 
Culcasia · 
Dieffenbachia · 
Dracunculus · 
Epipremnum · 
Gymnostachys · 
Helicodiceros · 
Lemna (Eendenkroos) · 
Monstera · 
Philodendron · 
Pistia · 
Scindapsus · 
Spathiphyllum (Lepelplant) · 
Spirodela · 
Wolffia · 
...